# Ofensiva ucraïnesa de Kursk de 2024
L'ofensiva ucraïnesa de Kursk de 2024 és una de les campanyes de la guerra russo-ucraïnesa, i va començar l'agost de 2024.

## Antecedents
Des que va començar la invasió russa d'Ucraïna el 2022, hi havia hagut diverses incursions més petites a Rússia per part de les forces pro-ucraïneses, inclosa la del Cos de Voluntaris Russos. Ucraïna havia donat suport a aquestes incursions terrestres, però va negar la participació directa. La incursió de Kursk va ser l'atac més important a la frontera des de la invasió del 2022.
Des de la fallida ofensiva ucraïnesa de 2023, l'ofensiva russa s'ha dividit en cinc grans línies d'atac a Kreminnà, Bakhmut, Avdíivka, Màrinka i Robòtine a l'est i el sud d'Ucraïna. L'escassetat de material va degradar la capacitat de les forces ucraïneses per repel·lir les operacions ofensives russes a l'est d'Ucraïna i el febrer de 2024 les forces russes van capturar Avdíivka, el primer gran guany del camp de batalla rus des de la presa de Bakhmut el maig de 2023 i el fracàs de la contraofensiva ucraïnesa, i les forces russes van avançar gradualment a l'oest d'Avdiivka, i pressionant sobre Txàssiv Iar amb objectiu d'avançar sobre Kramatorsk. Rússia va iniciar al març una nova campanya d'atacs aeris contra el les infraestructures elèctriques ucraïneses, entre elles la destrucció de la central tèrmica de Zmievskaia el 22 de març i la central elèctrica de Tripillia el 12 d'abril, malmetent part de la seva capacitat de generació i provocant apagades.
En juliol i agost l'ofensiva russa es va centrar en direcció a Pokrovsk a la regió oriental de Donbas, un centre logístic utilitzat per les forces ucraïneses amb una estació de ferrocarril i la intersecció de diverses carreteres importants, i també a Khàrkiv, i la forta pressió va produir guanys marginals en els fronts prop de Siversk, Vesele i Txàssiv Iar. L'exèrcit rus ha seguit enviant reforços, inclinant l'equilibri de poder cap al Kremlin, baixant el nombre de soldats russos morts en acció consolidant les seves posicions per augmentar la pressió a la primera línia.

## La incursió

### Ofensiva Ucraïnesa (6 d'agost - 10 de setembre)
El 6 d'agost de 2024, durant la guerra russo-ucraïnesa en curs, les Forces Armades d'Ucraïna van llançar una incursió a l'Óblast de Kursk de Rússia i es van enfrontar amb les Forces Armades russes i la guàrdia fronterera russa. Segons Rússia, la incursió va implicar al voltant de 300 militars ucraïneses, 11 tancs i més de 20 vehicles de combat blindats, i era dirigida en dues direccions: a Oleshnia en direcció a Sudja, a l'est-nord-est de Sumy, i cap a Nikolayevo-Darino, al nord-nord-est de Sumi. Es va informar que els batallons txetxens d'Akhmat estaven responent als atacs.
L'atac va començar a les 08:00 MSK. Una declaració de les forces russes a Telegram al voltant de les 18:20, afirmant que havien empès els ucraïnesos a l'altre costat de la frontera, i infligit pèrdues significatives a través de l'artilleria, els atacs aeris i els drons, va ser posteriorment editada per ells per implicar que els combats estaven en curs. Moscou va publicar vídeos que suposadament mostraven tancs ucraïnesos dirigits des de l'aire. Les imatges de les xarxes socials suggerien que els avions de guerra russos operaven a baixa altitud sobre la província de Kursk per repel·lir l'atac. Alexei Smirnov, governador en funcions de la província de Kursk, va informar que tres persones van morir durant els esdeveniments: una dona en la incursió fronterera i dos individus en atacs separats amb drons. Els warblogs russos també van desestimar en gran manera les suposades incursions com a "infructuoses" i una "trucada mediàtica".
Warblogs russos van afirmar que l'ofensiva era realitzada pel Cos de Voluntaris Rus (CVR), mentre que la Nova Veu d'Ucraïna citant una font en la principal intel·ligència militar d'Ucraïna va informar que el RVC no estava present. L'aliat de la CVR, la Legió Llibertat de Rússia, que va acompanyar a la RVC en una incursió a principis d'any es va negar a comentar si participaven.
El 7 d'agost les forces russes van continuar els intents de fer retrocedir les forces ucraïneses de la província de Kursk. Un warblog va afirmar que les forces ucraïneses havien capturat 11 assentaments i havien avançat 14 quilòmetres a la profunditat de l'óblast. Les agències governamentals van ser ordenades pel president Vladímir Putin per "proporcionar l'assistència necessària als residents", i el viceprimer ministre Denis Manturov va ser enviat per supervisar el seu treball. L'óblast de Kursk va ser posat sota estat d'emergència pel governador Smirnov. La portaveu del Ministeri d'Afers Exteriors de Rússia, Maria Zakhàrova, va protestar sobre "el règim criminal de Kíev" i va dir que "tot això només reforça el sentit d'impunitat dels neonazis ucraïnesos". Putin es va reunir amb membres clau de l'establishment de seguretat, incloent-hi Valeri Geràsimov, Aleksander Bortnikov, Serguei Xoigú i Andrei Beloússov en la incursió de Kursk. Gerasimov va dir a Putin que uns 1.000 soldats ucraïnesos van participar en l'atac i que el seu avanç a la província de Kursk havia estat aturar.
Les fonts russes van indicar que les forces ucraïneses estaven tractant d'avançar al llarg de la carretera 38K-030 Sudja-Korenevo, i un prominent llagoster afiliat al Kremlin va afirmar que a les 18:00 hora local el 7 d'agost, les forces ucraïneses havien avançat tant al nord-oest com al sud-est al llarg de la carretera i ara estaven lluitant als afores de Korenevo i Sudja. A més, les imatges geolocalitzades van mostrar quatre persones ucraïneses capturant almenys 40 presoners de guerra russos, així com lluitant dins dels límits de la ciutat de Sudja, amb les forces ucraïneses capturant una estació de gas i el punt de control d'entrada. El dia anterior, 35 soldats russos van ser capturats per les forces ucraïneses després de fallar en evitar un avanç. Mentrestant, un tinent ucraïnès, anomenat "Alex", va afirmar que 300 soldats russos van ser capturats a la "República Popular de Kursk" durant dos dies.
El dia 8 RIA Novosti va informar que quatre persones van morir com a resultat dels "atacs" per part de ZSU a l'óblast, mentre que els combats van continuar durant el tercer dia. El warblog rus Iuri Podoliaka va dir que "Sudja bàsicament està perdut per nosaltres" i que les forces ucraïneses estaven empenyent cap a Lgov.
Les forces ucraïneses controlaven la part occidental de Sudja i les carreteres circumdants; les escaramusses van continuar a la ciutat.
Segons Smirnov, el governador interí de la província de Kursk, sis drons ucraïnesos i cinc míssils van ser abatuts durant la nit i el matí.
Els informes afirmaven que la zona de combat s'havia expandit a 430 quilòmetres quadrats, i afirmaven que les forces ucraïneses van entrar a l'assentament de Mirni i havien pres el control dels pobles de Kazachya Loknya, Bogdanovka, 1r Kniazhi i 2n Kniazhi. Les escaramusses van tenir lloc al poble de Snàgost.
Els informes afirmaven que les tropes ucraïneses havien capturat al voltant de 100 a 200 km² de territori, a una profunditat d'uns 10 quilòmetres de mitjana. Basant-se en anàlisis independents i pròpies, la CNN va posar l'àrea de territori sobre la qual Rússia havia perdut el control almenys a 250 km².
El 9 d'agost, Rússia va iniciar el que va anomenar un seguit d'operacions antiterroristes a les regions de Bélgorod, Briansk i Kursk.
Un comboi de tropes russes va ser destruït en un atac HIMARS al poble d'Oktiabrskoie mentre avançava per la ruta que connectava el districte de Glushkovski i Kursk. Les imatges posteriors mostraven 15 camions militars cremats, amb alguns cossos a l'interior. Segons el grup d'analistes ucraïnesos NEXTA, "cadascun d'aquests camions pot portar fins a 35 soldats totalment equipats. El vídeo mostra 14 vehicles destruïts, el que suggereix que l'exèrcit rus podria haver perdut entre 200 i 490 soldats en una nit com a resultat de l'atac... Això podria convertir-se en una de les majors pèrdues d'un sol cop per a l'exèrcit rus des del començament de la guerra a gran escala". Un canal de Telegram rus va escriure: "Estaven armats, probablement un escamot per vehicle. 3-4 companyies: un batalló sencer va ser destruït. Si s'ha de jutjar per l'aparició de la columna, al voltant de la meitat han estat assassinats. Aquesta és una de les vagues més sagnants i massives de tota la guerra."
Apti Alaudinov, el comandant de les unitats txetxenes d'Akhmat que havien estat estacionades a Belgorod i Kursk des de l'última incursió, va informar els mitjans de comunicació russos que ell i les seves forces no van enfrontar les tropes ucraïneses mentre passaven les seves posicions, sinó que van optar per retirar-se fins que poguessin arribar més reforços russos, mentre que alguns warblogs russos van afirmar que van fugir de la batalla. Alaudinov havia estat en aquell moment l'únic comandant rus que admetia que les forces ucraïneses controlaven els assentaments al llarg de la frontera.
En previsió dels atacs aeris russos, 20.000 persones van rebre l'ordre d'evacuar-se de la província de Sumi. Els reforços russos, molts dels quals eren unitats ja desplegades al voltant de la frontera entre Rússia i Ucraïna, van continuar arribant prop de la línia de front a la província de Kursk, on els combats van persistir sobre Sudja. Warblogs russos van afirmar que Rússia va prendre el poble fronterer de Lukashivka a la província de Sumy, mentre que Ucraïna va fer una petita incursió en una nova direcció, dirigida al poble fronterer de Kutxerov, però no el va capturar.
El cap de l'administració municipal de Kurtxàtov, Igor Korpunkov, va informar que els combats tenien lloc a 30 quilòmetres de la central nuclear de  Kursk. Les autoritats van bloquejar tot accés a la central nuclear, els treballadors de la construcció del lloc van abandonar la zona i l'equip de la planta va ser desenergitzat. Rosatom va anunciar una reducció temporal en el nombre de personal del lloc. Al voltant de les 15:00, es va sentir una explosió a Kurtxàtov. També es van desplegar tropes russes de protecció de l'NBC per protegir la planta.
Les forces russes havien recuperat el poble de Snagost, i al nord havien empès Ucraïna de tornada al poble del nord de Malaia Loknia de tornada de les posicions d'Ucraïna a Miliutino i Generalovka. El nombre de tropes ucraïneses a la província de Kursk va ser estimat per la companya sènior del CEIP Dara Massicot al voltant de 10.000-12.000, que contenia elements de quatre a cinc brigades ucraïneses.
Un règim operatiu contra el terrorisme sota l'FSB es va introduir a les Óblast de Kursk, Briansk i Belgorod per prendre temporalment el control de les regions fins que les condicions tornin a la normalitat. Això significa en la pràctica que "es restringeix el moviment, es poden confiscar vehicles, es poden controlar trucades telefòniques, es declaren zones d'exclusió, s'introdueixen punts de control i es reforça la seguretat en llocs d'infraestructura clau". Alexander Bortnikov, director del Servei Federal de Seguretat, va ser col·locat al capdavant d'aquestes operacions antiterroristes.
El 10 d'agost, segons els analistes citats pel The New York Times, l'avanç ucraïnès a la província de Kursk havia estat en gran part aturat pels reforços russos en aquest punt, i la situació es va estabilitzar, però les forces ucraïneses van continuar mantenint el seu territori capturat. Al revés, altres fonts com el Washington Post i Frankfurter Rundschau van informar que Rússia encara era incapaç de controlar la situació, amb continus avenços ucraïnesos. El Ministeri de Defensa rus va fer afirmacions similars que havien aturat qualsevol avanç ucraïnès a la província de Kursk.
Les batalles van ser reportades a Olgovka prop de Korenevo, la granja Ivashkovskoie i Malaia Loknia.
Les Forces Armades russes van afirmar haver recuperat el control del poble de Makhnovka a l'est de Sudja. Els informes afirmaven que la zona de combat s'havia expandit a 650 km².
Al vespre, el governador de l'óblast de Kursk, Smirnov, va dir que 15 persones van resultar ferides a la ciutat de Kursk després que les restes d'un míssil ucraïnès interceptat caiguessin en una zona residencial.
L'11 d'agost, en el seu informe del matí, el Ministeri de Defensa rus va anunciar la destrucció de quatre míssils tàctics Totxka-U i 14 drons en el cel sobre l'óblast de Kursk. Durant la nit, les Forces Armades Ucraïneses van entrar al districte de Belovski, situat al sud-est del districte de Sudjanski, que va ser confirmat pel cap del districte i el governador en funcions. El cap del districte va demanar als que havien evacuat no tornar.
El 12 d'agost, les autoritats russes van començar a evacuar civils del districte de Krasnoiaruzhski a l'óblast de Belgorod a causa de l'ofensiva ucraïnesa. Krasnoiaruzhski es troba immediatament al sud de l'óblast de Kursk, i també limita amb Ucraïna.
Les autoritats russes van confirmar que els ucraïnesos havien obtingut el control d'almenys 28 assentaments, mentre que l'OSINT ucraïnès va afirmar que els ucraïnesos tenien el control de 44 assentaments i estaven impugnant altres 10 assentaments. Comandant en Cap de les Forces Armades d'Ucraïna, Oleksander Sirski va dir que les seves forces controlaven més de 1.000 km² de territori rus.
Els soldats ucraïnesos van publicar un vídeo de si mateixos conduint pel centre de Sudja afirmant que el centre de la ciutat estava sota el control de les Forces Armades ucraïneses.
El 13 d'agost, segons informes que no van ser confirmats immediatament, però considerats creïbles pels observadors occidentals, Putin va posar Aleksei Diumin al comandament de la defensa contra l'ofensiva ucraïnesa.
Rússia va demanar una reunió especial immediata en el "format ària" del Consell de Seguretat de les Nacions Unides. Segons Ucraïna, un nombre "relativament petit" de tropes russes van ser reubicades a Kursk des de Zaporíjia i Kherson, amb les ofensives russes en les dues últimes regions continuant. En el seu discurs nocturn, el president ucraïnès Volodímir Zelenski va dir que les seves forces controlaven aproximadament 1.000 quilòmetres quadrats i 74 assentaments dins de la província de Kursk. En una reunió amb Zelenski, el ministre de defensa lituà Laurynas Kasčiūnas va afirmar que Rússia va traslladar algunes de les seves tropes del seu enclavament bàltic de Kaliningrad a Kursk, sense entrar en més detalls.
El ministeri de defensa rus va afirmar haver frustrat els assalts ucraïnesos al districte de Korenevsky prop dels pobles d'Obshchy Kolodez, Kautxuk, Alekseievski i Snagost i al districte de Sudzhanski en direcció a Martinovka, i també a les àrees de Korenevo, Oleshnia, Nikolaievo-Darino, Sudja, i Mikhailovka.
El 14 d'agost la televisió estatal ucraïnesa va emetre un informe afirmant que Sudja estava sota control ucraïnès i mostrant soldats ucraïnesos eliminant la bandera russa d'un edifici oficial. També es va mostrar a les forces ucraïneses que lliuraven ajuda humanitària als civils de la ciutat. No obstant això, Apti Alaudinov va afirmar que aquests esdeveniments mai van ocórrer sense proporcionar cap prova al contrari.
Ucraïna va afirmar haver capturat 100 soldats russos en menys de 24 hores, segons els informes del 488è Regiment de Guàrdies i els batallons "Akhmat", amb Zelenski reclamant el dia abans que "centenars" s'havien rendit fins ara durant l'ofensiva. Segons el servei de seguretat estatal d'Ucraïna, aquesta va ser la rendició més gran de les tropes russes fins al moment.
Txerkàsskaia Konopelka, al sud de Sudja, va ser capturada per Ucraïna, mentre que el poble de Kurilovka, el llogaret de Dmitriukov i els pobles de Borki i Krupets també van ser ocupats. Les tropes ucraïneses van entrar al poble de Kamishnoie on es va informar d'una batalla urbana. La ciutat de Glushkovo va ser evacuada pel governador Smirnov, amb l'evacuació de tot el districte de Glushkovski que envoltava la província de Kursk.
L'exèrcit ucraïnès va afirmar haver abatut un avió Sukhoi Su-34 sobre la província de Kursk.
A 15 d'agost, Ucraïna va reclamar tenir sota control 1.000 km2 de territori rus i 74 assentaments, mentre que l'Institut per a l'Estudi de la Guerra ho valorava en 800 km2. Més de 121.000 habitants havien estat evacuats per les autoritats russes, mentre que les autoritats reportaven 12 morts de civils i 121 ferits. L’accés als serveis bàsics de salut i educació es va veure greument afectat. Les autoritats van treballar per establir centres temporals per proporcionar assistència mèdica i educativa.
El comandant militar ucraïnès Oleksander Sirski va anunciar l'establiment d'una administració militar encapçalada pel general Eduard Moskaliov, afegint que 82 assentaments a la província estaven ara sota el control de Kíiv. En el seu discurs nocturn, Zelenski va dir que les forces ucraïneses havien pres el control total de Sudja.
El MOD rus va afirmar haver recapturat el poble de Krupets. També va confirmar que les Forces Armades ucraïneses havien avançat aproximadament dos quilòmetres.
Periodistes de la xarxa italiana de la RAI i la xarxa ucraïnesa de Hromadske van visitar la zona de Sudja i van entrevistar residents locals.
Ucraïna va perdre un llançador HIMARS en un atac de míssils a la província de Sumi.
El 16 d'agost, Es va informar que Rússia estava contractant excavadors de trinxeres per construir defenses amb salaris al voltant de 2.500 dòlars EUA al mes amb la promesa de treballar fora de les zones de combat. Les imatges de satèl·lit van mostrar l'expansió de les trinxeres russes a la regió.
El pont principal sobre el riu Seim a Glushkovo va ser destruït pels militars ucraïnesos, aproximadament 50 quilòmetres a l'oest del territori rus, llavors controlat per Ucraïna. La pèrdua del pont podria dificultar la reubicació a través de rutes terrestres dels 20.000 lliures al districte. Aproximadament entre 2.000 i 3.000 reclutes russos van quedar atrapats en una bossa al sud del riu.
El 17 d'agost segons els informes, les forces russes van volar dos ponts prop de Tiotkino i Popovo-Lezhatxi després de retirar-se de la riba dreta del riu Seim a la zona.
L'exèrcit ucraïnès va reclamar la captura de l'assentament de Korenevo, però el MOD rus va descriure l'assentament com a disputat.
El dia 18 d'agost, les forces ucraïneses van destruir un altre pont sobre el riu Seim prop de Zvannoie.
Segons els bloggers russos, tant Ucraïna com Rússia van reforçar les seves forces lluitant a la província de Kursk, amb Rússia movent algunes forces d'altres fronts al front.
Els marines del 501è Batalló d'Infanteria Naval Separada van publicar un vídeo d'ells enderrocant la bandera russa de l'edifici municipal d'Apanasovka.
El 19 d'agost, Rússia va afirmar que els militars ucraïnesos van destruir el tercer i últim pont sobre el riu Seim al districte de Korenevski, la qual cosa va provocar una possible tensió logística en més de 700 quilòmetres quadrats de territori rus.
En el seu discurs nocturn, el president Zelenski va dir que les forces ucraïneses controlaven 92 assentaments a la província de Kursk i 1.250 quilòmetres quadrats de territori rus.
El 20 d'agost, Iunus-Bek Yevkurov, excap d'Ingúixia i subdirector titular del Ministeri de Defensa, va ser nomenat diputat d'Andrei Beloússov al Consell de Coordinació per a les qüestions de seguretat dels Territoris Fronterers. Belousov va informar que Ievkúrov ja estava a la província de Kursk aquell dia.
El Ministeri de Defensa d'Ucraïna va afirmar haver avançat cap als pobles de Novoivanovka i Kul'baki. També va afirmar que Korenevo era atacat des del sud. L'assentament a la carretera Sudja-Kursk-Martynovka també va ser reclamat per Ucraïna, qui també va afirmar haver pres Plekhovo al sud, però va declarar que Borki, Kamishnoie i Gir'i estaven sota control rus.
El 21 d'agost, Ucraïna va afirmar haver destruït diversos ponts de pontons utilitzats per les forces russes al llarg del riu Seim.
La Força Aèria Russa va dur a terme 17 atacs aeris utilitzant 27 bombes aèries guiades dins del territori rus, i l'Exèrcit rus va dur a terme atacs d'artilleria als assentaments fronterers ucraïnesos de Porozok i Pozhnia.
El Ministeri de Defensa rus va afirmar que les seves forces havien repel·lit els assalts ucraïnesos de Komarovka, Korenevo, Malaya Loknia i Russkaia Konopelka i va atacar soldats ucraïnesos prop de vuit pobles a la província de Kursk i nou pobles a la província de Sumi.
La 22a Brigada Mecanitzada Separada d'Ucraïna va publicar un vídeo que mostrava un grup de més de 15 soldats russos fets presoners.
El 22 d'agost, l'aviació ucraïnesa va publicar un vídeo d'un atac en un "punt fort" rus amb bombes d'alta precisió de GBU-39 fetes pels Estats Units. Van afirmar que un "post de comandament UAV, una unitat de guerra electrònica, equipament, armament" i fins a 40 persones russes van ser atacades.
El 24 d'agost, warblogs russos van afirmar que Borki havia estat recapturat per Rússia.
El 25 d'agost en el seu discurs nocturn, el president Zelenski va afirmar que les forces ucraïneses havien avançat entre un i tres quilòmetres, resultant en la captura de dos assentaments no especificats més, amb operacions actives en un altre.
El 29 d'agost, hi va haver contraatacs de les tropes Russes a la zona Korenevo.
El 30 d'agost el comandant militar ucraïnès Oleksander Sirski va dir que les seves forces havien avançat fins a 2 km en algunes zones i van prendre el control de 5 km² de territori rus.
100 membres de la Brigada de l'Os, un PMC rus, van dir que es desplegarien des de Burkina Faso a la província de Kursk per lluitar contra les forces ucraïneses.
El 5 de setembre el president Zelenski va afirmar que 60.000 soldats russos havien estat redistribuïts de les províncies de Zaporíjia i Kherson a la província de Kursk i que el nombre de projectils russos disparats a les zones anteriors s'havia reduït.
El 7 desetembre, les forces ucraïneses van afirmar haver destruït dos pontons sobre el riu Seim i un sistema de defensa aèria Osa utilitzant bombes SDB i coets HIMARS.

### Contraatac Rus
El 10 de setembre, després de la incursió ucraïnesa el 6 d'agost, Putin havia ordenat als seus militars que reconquerissin la zona ocupada de la província de Kursk l'1 d'octubre. Segons els informes, l'exèrcit rus va llançar una operació contraofensiva a la província de Kursk el 10 de setembre, amb informes dels avenços russos al districte de Korenevski. Apti Alaudinov també va afirmar que les forces russes van entrar a Snagost. Es va afirmar que les forces russes van capturar els assentaments de Gordeievka i Vnezapnoie.
El 11 de setembre, Les operacions contraofensiva russes al districte de Korenevski de l'óblast de Kursk van continuar, amb algunes fonts russes que van dir que fins a 165 quilòmetres quadrats havien estat recuperades, i Alaudinov va dir que "uns 10 assentaments" havien estat recapturats. Aquestes operacions es van produir enmig d'una redistribució de tropes ucraïneses de la província de Kursk als combats prop de Pokrovsk, que segons un warblog ucraïnès va donar a les forces russes la mà dreta a Kursk. Un dels objectius de la contraofensiva era alliberar les tropes russes aïllades entre el riu Seim i Ucraïna.
El 12 de setembre, el ministeri de defensa rus va reiterar les declaracions d'Alaudinov sobre 10 assentaments que havien estat recuperats, i va especificar que aquests eren Apanasovka, Biakhovo, Vishnevka, Viktorovka, Vnezapnoie, Gordeevka, Krasnooktiabrski, Obukhovka i Snagost. Les imatges geolocalitzades van confirmar un avanç rus de 58 quilòmetres quadrats, fins i tot a Snagost i Krasnooktiabrski, però no cap captura de cap poble. L'Institut per a l'Estudi de la Guerra va avaluar que aquests avenços russos eren en zones on Ucraïna no tenia el control total. Ucraïna va expandir simultàniament les operacions fora del seu principal sortint a la província de Kursk, atacant al sud-oest de Glushkovo prop de Novi Put i fent avenços.
El 13 de setembre, les forces ucraïneses van fer més guanys confirmats al sud-oest de Glushkovo, avançant a tres quilòmetres de la frontera amb Rússia al sud de Vesioloie. La captura russa de Snagost va ser confirmada visualment, mentre que les fonts russes van afirmar nous avenços a través del sortint de Kursk d'Ucraïna.
El 16 de setembre, les autoritats russes van ordenar l'evacuació dels assentaments als districtes de Rilski i Khomutovski de la província de Kursk que es trobaven a 15 quilòmetres de la frontera ucraïnesa.
El Ministeri de Defensa rus va afirmar haver recuperat els pobles de Borki i Uspenovka.
El 18 de setembre, l'administració militar ucraïnesa de l'óblast de Kursk va afirmar que el contraatac rus havia estat aturat. No obstant això, altres van suggerir que el contraatac encara havia d'arribar a la màxima empenta. Apti Alaudinov va declarar que Rússia havia recuperat el control sobre els assentaments de Nikolaievo-Darino i Darino al districte de Sudjansi.
El 24 de setembre, Alaudinov va dir que les seves forces havien recuperat 12 assentaments a la província de Kursk des de l'inici del contraatac rus; 11 d'ells van ser visualment confirmats per haver estat recapturats per les forces russes.
El 9 d'octobre el Ministeri de Defensa rus va afirmar que les forces russes havien recuperat el control sobre Pokrovski i Novaia Sorotxina al districte de Sudjanski.
El 10 d'octubre les forces russes van començar un gran pas endavant en la seva contraofensiva a la província de Kursk. Hi va haver informes d'un atacant desolat de les tropes ucraïneses al districte de Glushkovski després d'un encerclament estratègic.
El 14 d'octubre, Apti Alaudinov va afirmar que Rússia havia recapturat al voltant de la meitat del territori ocupat per Ucraïna. Això va ser corroborat per l'ISW, que va dir que les imatges geolocalitzades podrien confirmar que el 46% s'havia recapturat.
El 20 d'octobre, segons l'ISW les imatges geolocalitzades publicades el 20 d'octubre indiquen que les forces ucraïneses van avançar recentment a l'est de Cherkassoye Poretxnoie. Fonts russes van afirmar que les forces russes van atacar al nord de Sudzha prop de Malaia Loknia i al sud-est de Sudja prop de Plekhovo i que les forces ucraïneses van atacar al sud-est de Korenevo prop de Kruglenkoie i Leonidovo.
10 de novembre, en preparació per a una nova fase de contraofensiva, al voltant de 50.000 soldats, cap dels quals va haver de ser desviat de l'est d'Ucraïna, eren acumulats a la província de Kursk. Això va incloure la infanteria lleugera de Corea del Nord, que era entrenada per al combat lluny de la línia de front, i la presència total a la regió va ser de 10.000. Segons els oficials ucraïnesos, aquesta força probablement atacaria en pocs dies.
11 de novembre, La 95a Brigada d'Assalts Aerotransportats ucraïnesa va afirmar haver rebutjat un assalt de la 810a Brigada de Marines russa, matant a 100 persones i ferint a 100 en dos dies, alhora que destruïa 28 equips.
El 14 de novembre les forces russes van avançar recentment dins del principal sortint ucraïnès a l'oblast de Kursk. Les imatges geolocalitzades publicades el 13 de novembre mostren les forces ucraïneses repel·lint un assalt mecanitzat rus de la mida d'un grup al sud de Zelenyi Shliakh i indiquen que les forces russes van avançar a la zona. També van avançar marginalment a l'oest del principal sortint d'Ucraïna a l'oblast de Kursk, al raion de Glushkovski. Les imatges geolocalitzades publicades el 14 de novembre indiquen que les forces russes van avançar recentment a l'est de Novi Put.
Un warblog rus va afirmar que els comandants de camp russos estan produint informes falsos deliberadament, que exageren els avenços russos dins del principal destacat ucraïnès a l'oblast de Kursk i contribueixen a les pèrdues russes al camp de batalla.
El 23 de novembre, les forces russes van avançar recentment al principal sortint ucraïnès a l'oblast de Kursk enmig dels combats continuats a la zona el 23 de novembre. Les imatges geolocalitzades publicades els dies 22 i 23 de novembre indiquen que les forces russes recentment van avançar marginalment al sud-est de Darino i a l'est de Darino. Els warblogs russos van afirmar que les forces russes es van apoderar de Darino i Nikolayevo-Darino i van avançar prop de Nizhni Klin i Malaia Loknia.
L'1 de desembre, de les forces ucraïneses van avançar recentment al principal sortint ucraïnès a l'oblast de Kursk enmig dels combats continuats l'1 de desembre. Les imatges geolocalitzades publicades el 30 de novembre indiquen que les forces ucraïneses van avançar recentment al nord de Novoivanovka.
El 5 de desembre, la SSO ucraïnesa va afirmar que havia emboscat un escamot d'infanteria naval russa de 20 marines i tres vehicles blindats, destruint dos d'ells. Aquest mateix dia, un comandant de brigada ucraïnès va afirmar que 11 presoners de guerra van ser capturats de l'11a Brigada VDV russa.
L'11 de desembre el Ministeri de Defensa de Rússia va anunciar que les tropes russes havien alliberat Darino i Plekhovo al districte de Sudjanski.
El 12 de desembre Rússia va declarar que havia recuperat el control sobre Novoivanovka.
El 16 de desembre, les forces russes van avançar recentment en el principal sortint ucraïnès a la província de Kursk enmig de la continuació dels combats a la zona el 16 de desembre. Les imatges geolocalitzades publicades el 15 de desembre indiquen que les forces russes van avançar recentment en camps al sud-oest de Nèxev, i les forces russes probablement han capturat Nèxev i Nijniaia Parovaia. Milbloggers russos van afirmar que les forces russes també van avançar prop de Guievo i 1,5 quilòmetres de profunditat al nord de Russkoie Poretxnoie.
El 18 de desembre, el Servei de Seguretat d'Ucraïna va declarar el 18 de desembre que les intercepcions per ràdio indiquen que les forces nord-coreanes van patir almenys 220 víctimes en el transcurs d'uns "pocs dies" no especificats d'assalts a l'oblast de Kursk. El New York Times va informar el 17 de desembre que un alt funcionari del Pentàgon va declarar que les forces ucraïneses havien matat o ferit "diversos centenars" de soldats nord-coreans a l'oblast de Kursk i que les forces nord-coreanes no tenen prou experiència de combat. Un warblog rus afiliat al Kremlin va qüestionar la veracitat dels informes occidentals i va afirmar el 18 de desembre que no hi ha cap metratge "inconfusible" que mostri forces nord-coreanes capturades o assassinades prop de Kremyanoye i Plekhovo.
El 5 de gener de 2025, el Ministeri de Defensa rus va declarar que les forces ucraïneses havien llançat una nova ofensiva a l'Oblast de Kursk al voltant de les 9 del matí de Moscou, amb bloguers ucraïnesos també suggerint que hi havia una operació en marxa. Segons els bloguers militars russos, l'atac ucraïnès va ser llançat des de Sudja en direcció als pobles de Berdin i Bolxoie Soldàtskoie. Rússia va dir que aquests esforços ofensius havien estat repel·lits.
Les forces ucraïneses van avançar a través dels camps al sud de Berdin fins a la part sud de l'assentament. Els bloguers russos van reclamar ofensives ucraïneses cap a Leonidovo i prop de Pushkarnoye. Els mapes dels bloguers russos indicaven que Ucraïna controlava els pobles de Txercasskoie Porechnoye, Martinovka i Mikhailovka, havia entrat a Novosotnitski, i avançat prop de Novaia Sorotxina i Iamskaia Step. Alguns militants russos van dir que l'ofensiva era possiblement una fita per a una futura ofensiva més gran.
Les forces russes van contraatacar simultàniament al sud-est de Sudja, fent avenços confirmats a Makhnovka, i van avançar a través d'una carretera a l'oest de Malaia Loknia.
El 6 de gener, les imatges geolocalitzades publicades confirmen els avenços recents de les forces ucraïneses al sud de Berdin, al centre de Ruskoie Poretxnoie i al centre de Novosotnitsky. Fonts russes van afirmar que Leonidovo havia estat recapturat.
El 7 de gener, les imatges geolocalitzades publicades van mostrar que Berdin i Novosotnitski havien estat eliminats dels assalts ucraïnesos, així com dels avenços russos prop de quatre assentaments més a l'Oblast de Kursk. Fonts russes van dir que Staraia Sorotxina, Ruskoie Poretxnoie, Kositsa i Makhnovka havien estat recapturades.
Ucraïna va confirmar que els esforços ofensius ucraïnesos a la província de Kursk estaven en curs.
El 8 de gener, les imatges geolocalitzades van mostrar que les forces russes havien entrat a Nikolaievka, al nord-oest de Sudja, des de l'oest.
El 9 de gener, enmig de l'augment dels esforços russos per recuperar el territori a l'Oblast de Kursk, les forces russes van reprendre les localitats d'Alexandria i Leonidovo, confirmats per imatges geolocalitzades d'un assalt de la mida d'un batalló dut a terme a la zona. Es van fer més avenços confirmats prop de dos assentaments al nord-oest de Sudja. Fonts russes van afirmar que Pogrebki, Marievka i Naidenov també havien estat recapturades. Mentrestant, es va confirmar que les forces ucraïneses havien avançat a Nikolaievka, al nord-oest de Sudja.
El 20 de gener, un warblog rus va afirmar que les forces ucraïneses van contraatacar al nord de Sudja prop de Staraia Sorotxina i Novaia Sorotxina i al sud de Sudja a Makhnovka.
El 27 de gener, el Ministeri de Defensa rus va afirmar que les forces russes havien recapturat el poble de Nikolaievo-Darino.
El 6 de febrer, les imatges geolocalitzades indicaven que Ucraïna va capturar els pobles de Kolmakov i Fanaseievka.
El 7 de febrer, Rússia va dir que estava lluitant contra una nova ofensiva ucraïnesa a Kursk, amb Putin admetent que la situació era "molt difícil" mentre es reunia amb els governadors regionals. Ucraïna va dir que estava disposada a oferir un corredor humanitari per als civils, però va dir que no havia rebut correspondència de Rússia, amb Zelenski acusant Rússia d'"indiferència" al destí dels seus ciutadans.
El 20 de febrer, un blogger rus va afirmar el 20 de febrer que les forces russes van avançar al sud de Lebedevka, que elements del 51è Regiment Aerotransportat rus van avançar a l'est de Sverdlikovo i que les forces russes van avançar al sud-est de Nikolaievo Sudjarino. Els bloggers russos també van afirmar que les forces russes van travessar la frontera des de Sverdlikovo a la província de Sumi prop de Novenke i Basivka i que elements de la 810a Brigada d'Infanteria Naval russa van entrar a Basivka.
El 27 de febrer, el Ministeri de Defensa rus va afirmar el 27 de febrer que les forces russes es van apoderar de Nikolskoie. Els bloggers russos van afirmar que les forces russes es van apoderar de Novaia Sorotxina i van avançar al sud de l'assentament.
Un comandant de l'esquadró ucraïnès que operava a l'oblast de Kursk va declarar el 27 de febrer que les forces russes a l'oblast de Kursk atacaven amb freqüència en petits grups d'infanteria. El comandant va assenyalar que les forces nord-coreanes solen atacar en grups de 10 a 15 membres, mentre que les forces russes solen atacar en grups més petits de dos a tres membres. El comandant va afegir que les forces nord-coreanes van atacar anteriorment en grups de fins a 50 persones.
El grup de seguiment ucraïnès DeepState va informar el 6 de març que les forces russes havien avançat prop del poble de Kurilovka, al sud de Sudja, amenaçant les defenses ucraïneses. L'endemà, una font militar ucraïnesa que operava a l'Oblast de Kursk va dir a Ukraïnska Pravda que els russos havien trencat la línia defensiva ucraïnesa al sud de Sudja el 5-6 de març, i que les unitats ucraïneses estaven intentant evitar que les seves rutes de subministrament es tallessin i que les seves forces estiguessin encerclades.
El 7 de març, Reuters va informar que els mapes de codi obert mostraven que les forces russes envoltaven milers de soldats ucraïnesos a l'Oblast de Kursk, amb línies de subministrament en risc de ser tallades pels atacs de drons i l'artilleria. The Telegraph va informar que les forces russes van avançar cap a Sudja, amb 10.000 soldats ucraïnesos que cauen en risc d'encerclament. Les forces russes també van travessar la frontera ucraïnesa a la província de Sumi. El funcionari ucraïnès Andri Kovalenko va dir que les forces russes estaven tractant de prendre el Iunakivka a l'autopista Sudja.
El 8 de març, les forces russes van començar els atacs contra Sudzha. El matí del 8 de març, un grup de soldats russos va arribar a posicions ucraïneses a Sudja, després d'haver caminat allà a través de Gasoducte Urengoi-Pomari-Újhorod. Segons els warglogs russos, les forces especials russes van cobrir gairebé 16 quilòmetres dins de la canonada i van passar diversos dies dins d'ella abans d'emergir a la rereguarda ucraïnesa prop de Sudja. El gasoducte havia subministrat activament gas a Europa fins a l'1 de gener de 2025. El bloguer militar ucraïnès Iuri Butusov va dir que l'atac de la força russa consistia en una companyia d'assalt; segons Ukraïnska Pravda i un warblog rus, comptava amb uns cent homes. L'oficial ucraïnès Miroslav Hai va afirmar que els comandants d'una brigada d'assalt aeri ucraïnesa tenien coneixement avançat del pla rus, que els permet dur a terme una emboscada que va causar la mort d'aproximadament el 80% de les forces russes que havien sortit de l'oleoducte.
El 9 de març, els bloguers russos van afirmar que Sudja era atacat des de diverses direccions i que la "lluita ferotge" estava en curs. Un va afirmar que les forces ucraïneses estaven planejant retirar-se de l'Oblast de Kursk. Aquell mateix dia, les forces russes van reconquerir Malaia Loknia. El Ministeri de Defensa rus també va anunciar la reconquesta de Txercasskoie Poretxnoie i Kositsa.
L'11 de març, el Ministeri de Defensa de Rússia va anunciar la reconquesta de 12 assentaments. DeepState va dir el mateix dia que els russos havien fet avenços prop de Mirnoie, i estaven consolidant les seves posicions i construint les seves forces a la part oriental de Sudja. Al flanc esquerre del front de Kursk, es deia que els russos estaven empenyent cap a Basivka a la província de Sumi; al flanc dret, es va dir que les forces ucraïneses estaven frenant l'avanç rus prop de Guievo, on van afirmar que les forces nord-coreanes estaven involucrades en els combats. El mateix dia, Forbes va informar que la major part de les forces ucraïneses a Kursk, amb algunes de les brigades més pesades d'Ucraïna, han evacuat i reposicionat al costat ucraïnès de la frontera.
El 12 de març, les tropes russes van ser vistes alçant banderes al centre de Sudja. El Ministeri de Defensa rus va anunciar la reconquesta de cinc assentaments: Kazatxia Loknia, 1r Kniazhi, 2n Kniazhi, Zamostie i Mirni. Sirski va dir que les forces ucraïneses estaven reposicionant a "línies defensives favorables" i que no hi havia cap amenaça de setge. El mateix dia, es va actualitzar el mapa de DeepState per mostrar que les forces ucraïneses ja no controlaven Sudja i havien abandonat la ciutat. L'analista militar Ruslan Leviev va dir a la televisió Rain que Sudja estava sota el control total de les tropes russes, dient que les forces ucraïneses probablement es retirarien completament de l'Oblast de Kursk en els pròxims dies.
Durant una visita del 12 de març a un lloc de comandament a l'Oblast de Kursk, Putin va ordenar a l'exèrcit rus "alliberar completament" la regió, dient que això s'ha de fer "en el menor temps possible".
El 13 de març, el Ministeri de Defensa de Rússia va anunciar la reconquesta de Sudja i els assentaments de Podol i Melovoi. Fonts russes van afirmar que les forces russes havien pres el control sobre els pobles de Gontxarovka, Zaoleshenka i Rubanshtxina, i estaven avançant cap a Oleshnia. Els warblogs russos van dir que les forces ucraïneses van mantenir posicions a Guievo, Gornal, Oleshnia i Gogolevka.
El 14 de març, el Ministeri de Defensa rus va reclamar que les seves forces havien recapturat l'assentament de Gontxarovka. Segons Forbes, contràriament a la declaració de Donald Trump de "milers de soldats ucraïnesos encerclats a l'óblast de Kursk", no va tenir lloc cap encerclament a Kursk.
El 15 de març, fonts russes van afirmar que les forces russes havien pres el control de Gogolevka i estaven netejant Guyevo, mentre que les forces ucraïneses mantenien posicions a Oleshnia i Gornal. Els oficials ucraïnesos van afirmar que els russos estaven acumulant forces al llarg de la frontera per a un "atac" a laprovincia de Sumi, encara que van dir que no hi havia risc d'una ofensiva russa a la ciutat de Sumi. El Ministeri de Defensa rus va reclamar la reconquesta dels assentaments de Rubanshtxina i Zaoleshenka.
El 16 de març, l'Estat Major General d'Ucraïna va confirmar la retirada de les tropes ucraïneses de Sudja. Segons els soldats ucraïnesos que es van retirar, informat per la BBC, la retirada va ser desordenada i "catastròfica". El mateix dia es va informar que Ucraïna encara tenia un "lliscament de terra al llarg de la frontera". Els funcionaris ucraïnesos van dir que la retirada era necessària per preservar vides.
El 20 de març, l'Estat Major General de les Forces Armades Ucraïneses va dir que continuaven mantenint posicions a la regió russa de Kursk i que tenien la frontera està sota control.
El 25 de març, oficials de l'SBU van arrestar un soldat ucraïnès per proporcionar coordenades per als atacs amb bombes russes a les tropes ucraïneses a Kursk quan va ser reclutat pel GRU a través de Telegram.
El 28 de març, el ministeri rus de defensa va anunciar la reconquesta de Gógolevka, mentre que el mapa de DeepState d'aquell dia només va confirmar el control parcial del poble.
El 4 d'abril, el general de l'Exèrcit dels Estats Units i comandant del Comandament Europeu dels Estats Units, Christopher Cavoli, va dir que les Forces Armades d'Ucraïna encara tenien un "petit tros" de l'óblast de Kursk sota el seu control, i que els ucraïnesos també havien expandit la seva presència en sòl rus a la proper óblast de Belgorod.
El 8 d'abril, el Ministeri de Defensa de Rússia va anunciar la reconquesta de Guievo. El 19 d'abril, el Ministeri de Defensa de Rússia va anunciar la reconquesta d'Oleshnia.
El 21 d'abril, Sirski va dir que les forces russes estaven intensificant els esforços per expulsar els soldats ucraïnesos de Kursk, amb Ucraïna sostenint al voltant de 30 quilòmetres quadrats segons el grup de seguiment DeepState a partir de la mateixa data.
El 22 d'abril, The Telegraph va informar que després d'una batalla de deu dies les forces russes van recuperar el monestir de Sant Nicolau Belogorski a Gornal, una de les últimes posicions ucraïneses restants a l'Oblast de Kursk.
El 26 d'abril, Rússia va afirmar que havia expulsat les forces ucraïneses de la regió. L'afirmació va ser negada pel govern ucraïnès, que va dir que mentre les forces ucraïneses estaven en una "posició difícil", s'havien resistit a l'encerclament i van fer retrocedir els atacs russos. Rússia també va reconèixer per primera vegada que els soldats nord-coreans havien estat lluitant al costat de les tropes russes, amb el general rus Valeri Geràsimov lloant l'"heroisme" de les tropes nord-coreanes.
El 5 de maig de 2025, el governador regional de Kursk va dir que les forces ucraïneses havien atacat una subestació de poder a la regió, i els warblogs russos van informar d'una nova incursió ucraïnesa a Kursk amb vehicles blindats.
La ISW va informar que les forces russes duien a terme operacions ofensives a Kursk el 28 i 29 de maig, però no van fer cap avanç confirmat. Mentrestant, els warblogs russos van reclamar contraatacs ucraïnesos cap a Glushkovo i Tetkino.
El 22 de juny de 2025, Sirskii va dir que malgrat la insistència repetida de Rússia que tota la regió havia estat recapturada, les forces ucraïneses encara estaven defensant una petita àrea d'uns 90 quilòmetres quadrats a Kursk, amb prop de 10.000 militars russes tractant de fer-los retrocedir.

## Conseqüències
Les forces ucraïneses van provar d'allunyar les forces russes de l'Ofensiva de Pokrovsk, però Rússia va seguir centrant els seus esforços a l'est d'Ucraïna, i Ucraïna va haver de transferir al setembre més tropes al front de Pokrovsk.
Després dels informes del 10 d'agost sobre els combats prop de la central nuclear de Kursk, el cap de l'Agència Internacional de l'Energia Atòmica, Rafael Grossi, va demanar a Rússia i Ucraïna que exercissin una "restricció màxima" per evitar un accident nuclear. El 27 d'agost, Grossi va visitar la instal·lació, durant la qual va dir que "ha sorgit el perill o la possibilitat d'un accident nuclear" a prop.
El Comitè Antiguerra de Rússia, un grup format per russos a l'exili, va emetre un comunicat criticant Putin. Va dir que "l'absència d'unitats militars significatives de la Federació Russa a la frontera en el moment de l'atac i la contínua conducta simultània d'operacions militars agressives durant més de 900 dies en el territori de la Ucraïna sobirana és la millor prova que Putin està mentint de nou sobre la "protecció de Rússia". No li importa Rússia, només es protegeix a si mateix".